# Кукс-Веллі (Вісконсин)
Кукс-Веллі (англ. Cooks Valley) — місто (англ. town) в США, в окрузі Чиппева штату Вісконсин. Населення — 757 осіб (2020).

## Демографія
Згідно з переписом 2010 року, у місті мешкало 805 осіб у 273 домогосподарствах у складі 221 родини. Було 278 помешкань
Расовий склад населення:
| - 98,0 % — білих - 0,4 % — чорних або афроамериканців - 0,2 % — азіатів |

До двох чи більше рас належало 1,2 %. Частка іспаномовних становила 1,6 % від усіх жителів.
За віковим діапазоном населення розподілялося таким чином: 29,7 % — особи молодші 18 років, 62,1 % — особи у віці 18—64 років, 8,2 % — особи у віці 65 років та старші. Медіана віку мешканця становила 35,0 року. На 100 осіб жіночої статі у місті припадало 113,5 чоловіків;  на 100 жінок у віці від 18 років та старших — 118,5 чоловіків також старших 18 років.
Середній дохід на одне домашнє господарство  становив 80 836 доларів США (медіана — 65 568), а середній дохід на одну сім'ю — 85 307 доларів (медіана — 70 694). Медіана доходів становила 40 313 долари для чоловіків та 37 188 доларів для жінок. За межею бідності перебувало 7,8 % осіб, у тому числі 10,2 % дітей у віці до 18 років та 7,0 % осіб у віці 65 років та старших.
Цивільне працевлаштоване населення становило 496 осіб. Основні галузі зайнятості: сільське господарство, лісництво, риболовля — 20,2 %, виробництво — 18,3 %, освіта, охорона здоров'я та соціальна допомога — 15,7 %.